# Vito Taccone
Pour les articles homonymes, voir Taccone.
Vito Taccone (né le 8 mai 1940 à Avezzano, dans la province de l'Aquila, dans les Abruzzes et mort dans la même ville le 15 octobre 2007) est un coureur cycliste italien.

## Biographie
Issue d'une famille pauvre des Abruzzes, il est très tôt orphelin de père. Il commence le cyclisme en transportant un panier accroché à ses épaules, traînant ainsi 40 kg de pain qu'il devait livrer, en gravissant notamment la route en terre du monte Salviano.
Professionnel de 1961 à 1970, Vito Taccone a notamment brillé par ses talents de grimpeurs. Vainqueur à deux reprises du classement de la montagne du Tour d'Italie, il a également remporté le Tour de Lombardie durant sa première année. Il a porté le maillot rose durant une journée, après avoir gagné la première étape du Tour d'Italie 1966. Au total, il remporte sept étapes sur le Tour d'Italie, dont quatre étapes consécutives de montagne en 1963, ce qui n'avait plus été réalisé depuis Alfredo Binda en 1929. Une semaine plus tard, il remporte une cinquième étape de montagne, celle des Dolomites, passant en tête des six cols du jour.
Durant sa carrière, il est connu pour son caractère sanguin, ses attaques sans calcul et son caractère fougueux qui le rendent populaire. Il s'est notamment battu en course avec l'Espagnol Fernando Manzaneque lors du Tour de France 1964 et après un sprint avec Luciano Armani sur le Tour d'Italie 1965.
Il est mort d'une crise cardiaque le 15 octobre 2007.

## Hommages
Une statue en bronze le représente sur son vélo à l'attaque dans le monte Salviano.

## Palmarès

### Palmarès amateur
- 1960
  - Targa Crocifisso
  - 3e du championnat d'Italie sur route amateurs

### Palmarès professionnel
- 1961
  - Tour d'Italie :
    -  Classement de la montagne
    - 10e étape

  - Tre Giorni del Sud :
    - Classement général
    - 1reb et 3ea étapes

  - Tour de Lombardie
- 1962
  - Tour du Piémont
  - 4e du Tour d'Italie
  - 5e du Tour de Lombardie
- 1963
  - 2ea et 2eb étapes du Tour de Sardaigne
  - Tour de Toscane
  - Tour d'Italie :
    -  Classement de la montagne
    - 10e, 11e, 12e, 13e et 19e étapes

  - 2e du Grand Prix de l'industrie et du commerce de Prato
  - 2e de la Coppa Agostoni
  - 3e de la Coppa Bernocchi
  - 6e du Tour d'Italie
- 1964
  - 1re étape Tour de Romandie
  - 4e étape du Tour d'Italie
  - Tour de Campanie
  - 5e de la Flèche wallonne
- 1965
  - Milan-Turin
  - 2e du Tour de la province de Reggio de Calabre
  - 3e du Trofeo Laigueglia
  - 3e du Tour des Apennins
  - 3e du Grand Prix de Monaco
  - 6e du Tour d'Italie
- 1966
  - 1re étape du Tour d'Italie
  - 6e étape du Tour de Suisse
  - Trophée Matteotti
  - 2e de Tirreno-Adriatico
  - 2e du Grand Prix Valsassina
  - 3e du championnat d'Italie sur route (Tour du Latium)
  - 3e du Tour de Romagne
  - 3e des Trois vallées varésines
  - 9e du Tour d'Italie
- 1967
  - 3e de Tirreno-Adriatico
- 1968
  - 2e du championnat d'Italie sur route (Tour de Romagne)
  - 2e du Tour des trois provinces
  - 3e du Tour de Sardaigne
  - 5e du championnat du monde sur route
- 1969
  - 2e du championnat d'Italie sur route (Tour de la province de Reggio de Calabre)
  - 2e du Tour des trois provinces
  - 3e du Tour de Romagne

### Résultats sur les grands tours

#### Tour de France
1 participation
- 1964 : abandon (13e étape)

#### Tour d'Italie
10 participations
- 1961 : 15e, , vainqueur du classement de la montagne, vainqueur de la 10e étape
- 1962 : 4e
- 1963 : 6e,  vainqueur du classement de la montagne, vainqueur des 10e, 11e, 12e, 13e et 19e étapes
- 1964 : abandon, vainqueur de la 4e étape
- 1965 : 6e
- 1966 : 9e, vainqueur de la 1re étape,  maillot rose pendant 1 jour
- 1967 : abandon
- 1968 : 15e
- 1969 : 13e
- 1970 : 15e